# ÖBB-Personenverkehr

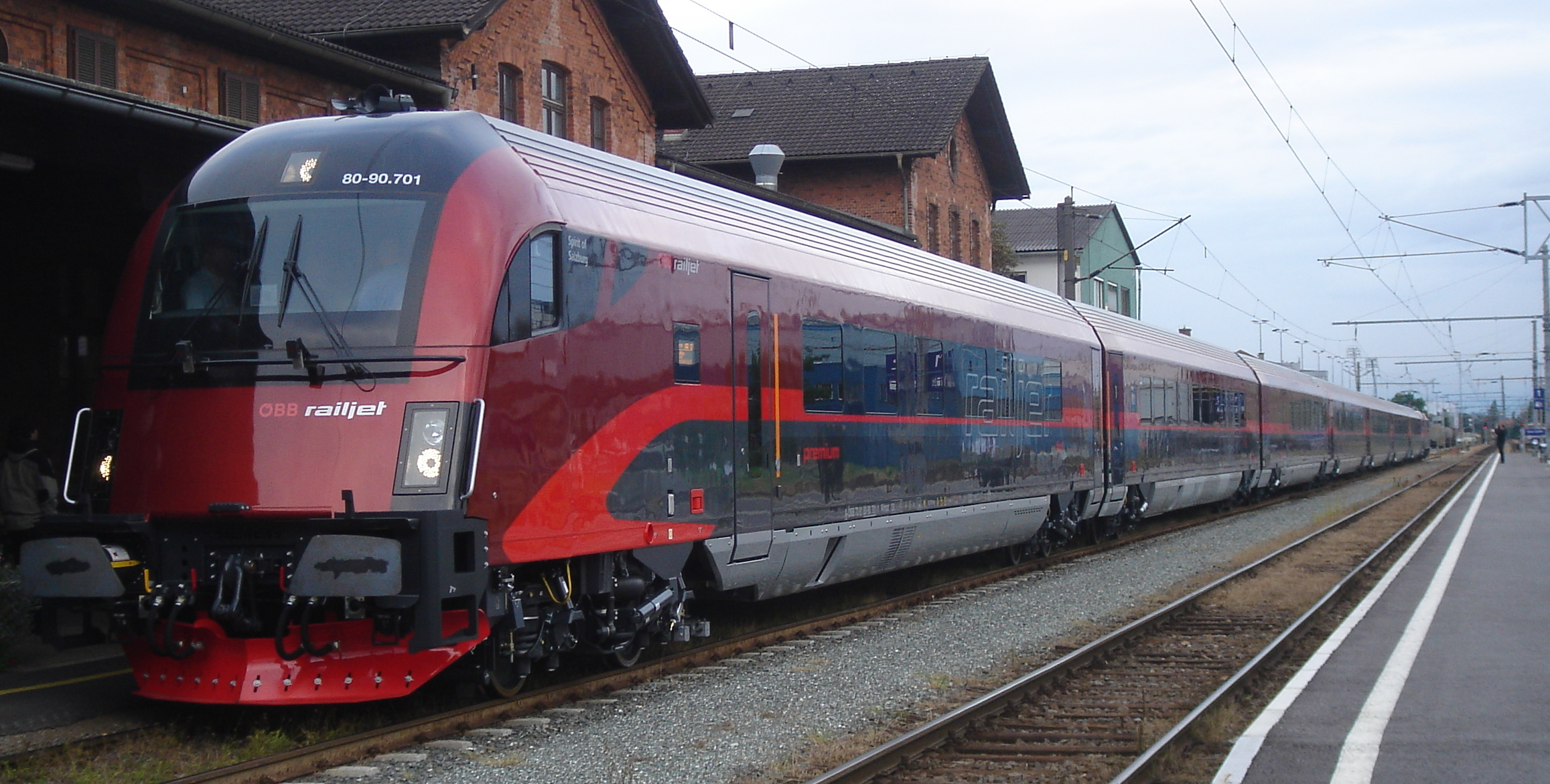
Ein Railjet 1. Generation der ÖBB („Spirit of Salzburg“) am Grazer Ostbahnhof (2008)

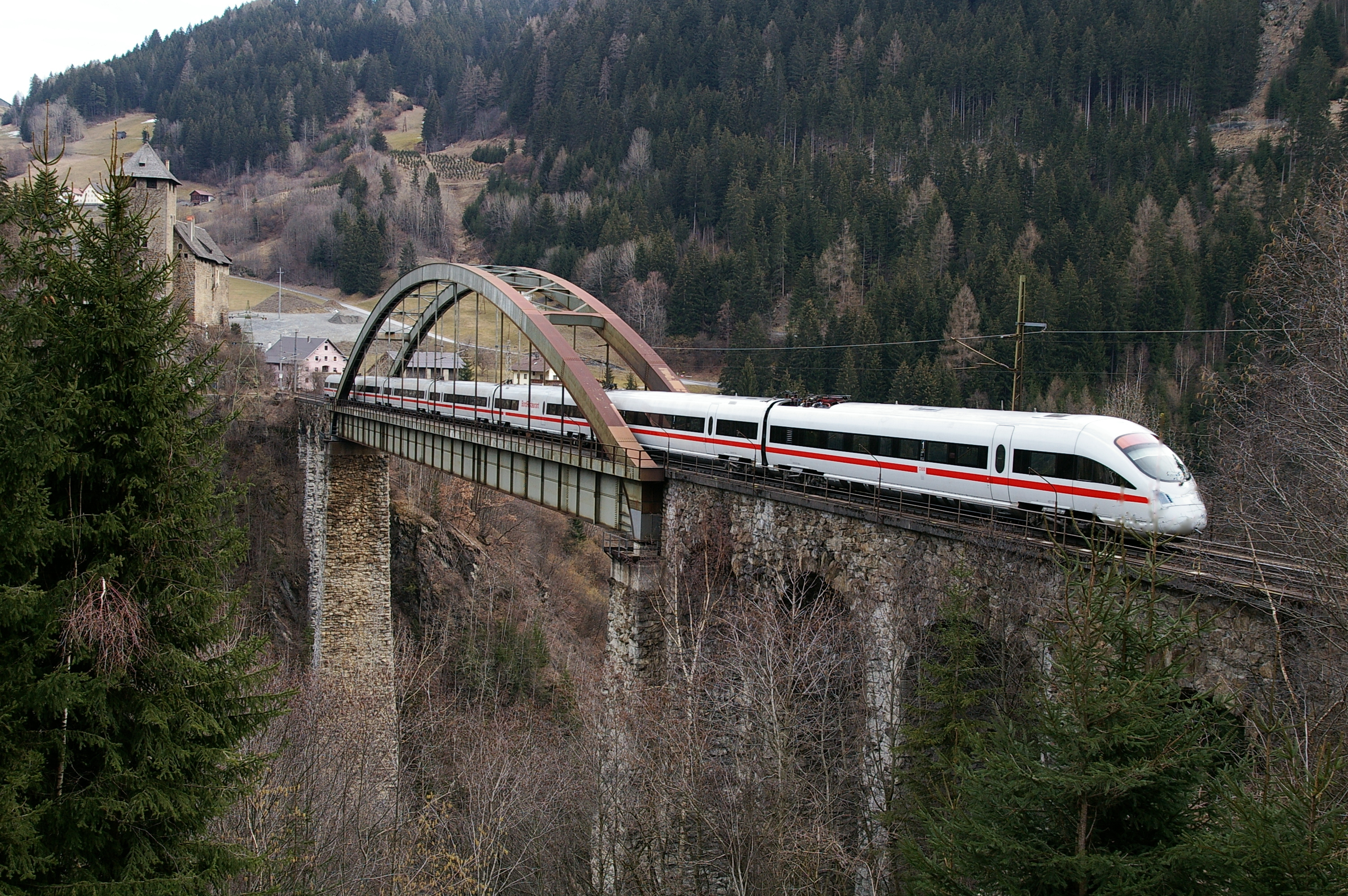
Ein ICE der ÖBB auf der Trisannabrücke (2007)

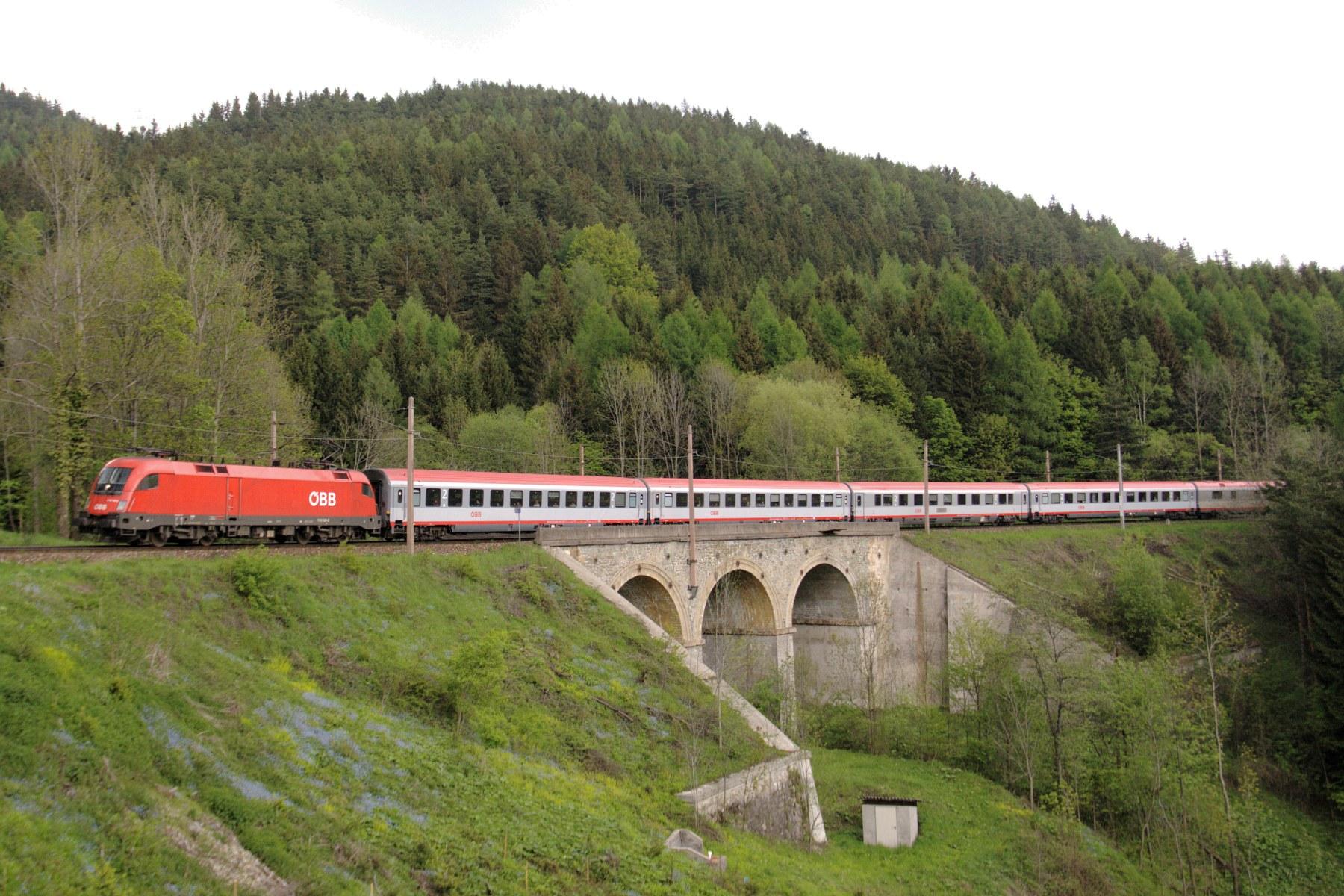
Ein ÖBB-EuroCity auf der Semmeringbahn (2006)

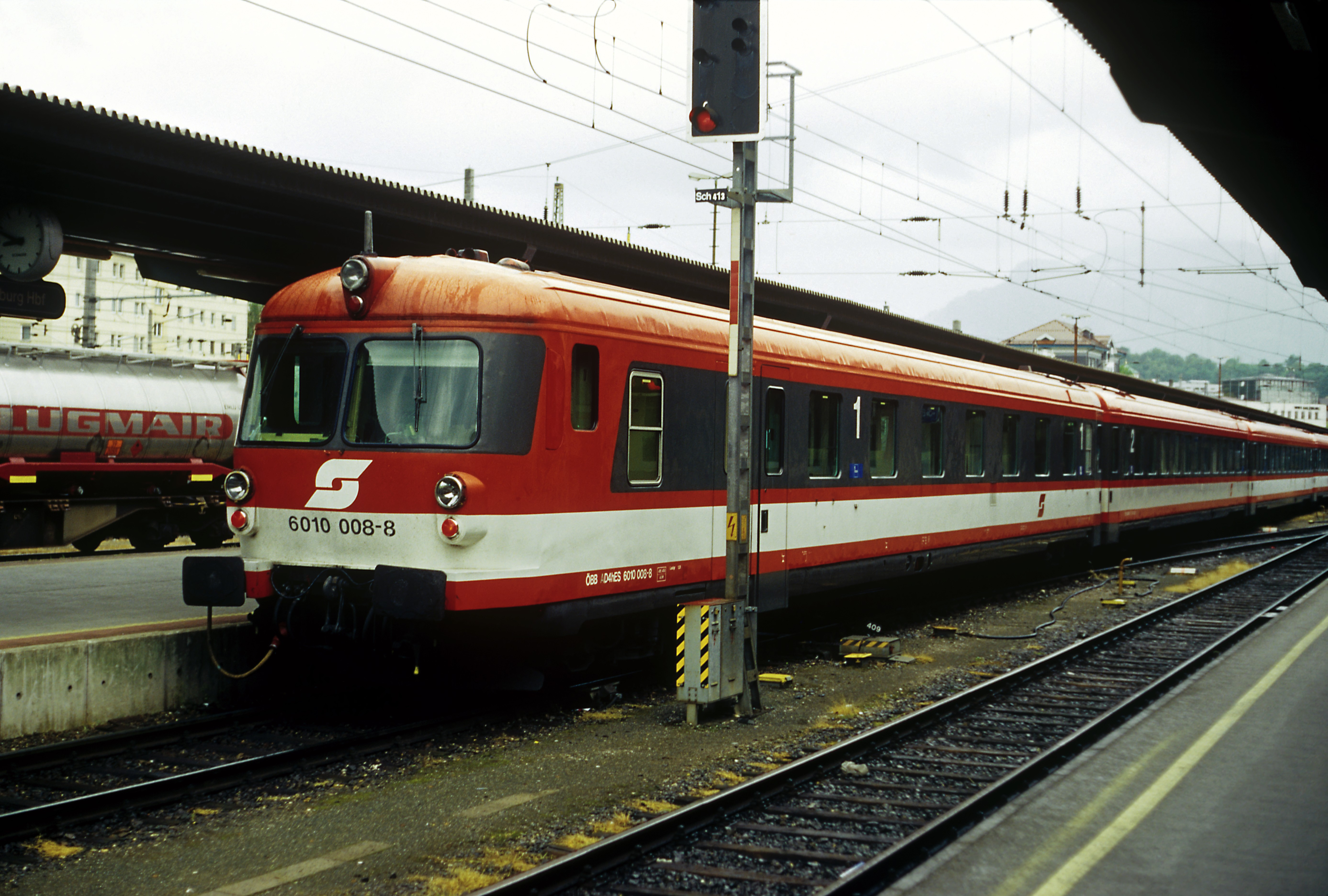
Ein mittlerweile ausgemusterter Steuerwagen der Reihe ÖBB 6010 am Salzburger Hauptbahnhof (Mai 2003)

Die ÖBB-Personenverkehr AG ist das größte Eisenbahnunternehmen im Personenverkehr in Österreich und gehört zum Konzern der Österreichischen Bundesbahnen. Die Anteile an der ÖBB-Personenverkehr AG hält zu 100 % die ÖBB-Holding AG, die ihrerseits im Alleineigentum der Republik Österreich (Bund) steht. Die ÖBB-Personenverkehr bedient Linien des Fern- und Nahverkehrs, einschließlich der S-Bahn. Die zu 100 % in ihrem Eigentum stehende Österreichische Postbus AG ist das größte österreichische Linienbusunternehmen Österreichs und bedient den größten Teil der Regionalbuslinien im Auftrag der Verkehrsverbünde.

## Fernverkehr
Die ÖBB-Personenverkehr bedient alle Hauptverbindungen des österreichischen Fernverkehrs:
- Flughafen Wien – Wien Hbf – St. Pölten Hbf – Linz Hbf – Salzburg Hbf – Wörgl Hbf – Innsbruck Hbf – Feldkirch – Bregenz/Zürich
- Salzburg Hbf – Bischofshofen – Schwarzach-St. Veit – Villach Hbf – Klagenfurt Hbf
- Wien Hbf – Bruck an der Mur – Klagenfurt Hbf – Villach Hbf (– Lienz)
- Innsbruck Hbf / Salzburg Hbf – Bischofshofen – Selzthal – Leoben Hbf – Graz Hbf
- Linz Hbf – Selzthal – Leoben Hbf – Graz Hbf

Im Fernverkehr werden gegenwärtig acht Zuggattungen sowie der Intercitybus angeboten:
- Railjet (Zuggattung), kurz RJ – Dieser Hochgeschwindigkeitszug ist seit Ende 2008 das neue Premiumprodukt der ÖBB. Er verkehrt mit den drei Beförderungsklassen First, Business (bis April 2012 Premium) und Economy auf den Linien Budapest–Wien–München und Wien–Salzburg–Innsbruck–Bregenz/Zürich. Seit dem 18. Oktober 2011 werden Railjets zusätzlich auf den Linien Wien Meidling – Graz und Wien Meidling – Villach (– Lienz) eingesetzt. Weitere Verbindungen bestehen nach Prag, Berlin, Frankfurt am Main, Bratislava, Venedig und Bozen.
- Railjet Xpress, kurz RJX – Steht für beschleunigte Railjets, die in weniger Stationen halten.
- Intercity-Express, kurz ICE – In Österreich verkehren Fahrzeuge des Typs ICE T und ICE 4. Täglich verkehren vier Zugpaare zwischen Wien und Dortmund, drei zwischen Wien und Hamburg sowie ein weiteres zwischen Wien und Frankfurt am Main. Weiters bestehen Verbindungen zwischen Innsbruck und Berlin sowie zwischen Innsbruck und Dortmund.
- InterCity, kurz IC – Züge dieser Gattung bestehen vor allem aus nicht revidierten Wagen der ÖBB und weisen meistens 1.-Klasse-Wagen auf.
- EuroCity, kurz EC – Züge dieser Gattung bestehen vor allem aus nicht revidierten Wagen der ÖBB oder aus Rollmaterial anderer Bahngesellschaften (DB Fernverkehr, Trenitalia, ČD, MÁV, SBB, HŽ, SŽ). Zentraler Unterschied zum ÖBB-EuroCity war der zumeist nicht revidierte Wagen 1. Klasse. Revidierte Wagen anderer Bahngesellschaften im EC-Verkehr: DB Fernverkehr, Trenitalia, SŽ, HŽ, ČD.
- ÖBB Nightjet – Dieses Angebot ersetzt die bisherigen ÖBB-Nachtreisezüge seit 11. Dezember 2016. Hierfür werden die bestehenden Linien durch mehrere, teils von der DB übernommenen neuen Linien ergänzt und der Wagenpark aufgestockt.[2][3]
- EuroNight, kurz EN – Diese Züge verkehren als grenzüberschreitende europäische Nachtfernverkehrszüge und bestehen zumeist aus modernem Wagenmaterial von ÖBB, DB, FS, SBB, MÁV und SNCF.
- Schnellzug, kurz D – Diese Zuggattung wird von zuvor angeführten Gattungen immer mehr verdrängt und stellt nur noch eine kleine Minderheit aller Zugläufe in Österreich dar. Schnellzüge kommen vor allem im Verkehr in Ostösterreich sowie Richtung Ungarn und als Spezialzüge (zu Feiertagen bei erhöhtem Fahrgastaufkommen) zum Einsatz. Sie kommen hauptsächlich zu werktags stark ausgelasteten Zeiten als Ergänzung zu anderen Fernzügen (u. a. RJ) zum Einsatz.
- Intercitybus, kurz IC-BUS – Seit 1. Oktober 2007 fahren diese Busse bis zu 14 Mal täglich die Strecke Graz Hauptbahnhof–Wolfsberg (Bahnhof)–Klagenfurt Hauptbahnhof. Mit der Eröffnung der Koralmbahn wird diese Verbindung im Vergleich zur Bahn wieder unattraktiv und durch Fernzüge ersetzt. Weiters bestanden bis Dezember 2022 auch Verbindungen nach Triest und Venedig. Neben einem 2.-Klasse-Bereich ist der Bus ebenso mit einem 1.-Klasse-Bereich ausgestattet.
- HELLÖ war eine Marke im Fernbusverkehr, die von der ÖBB-Fernbus GmbH betrieben wurde. Vom 14. Juli 2016 bis 31. Juli 2017 waren die Busse auf Europas Straßen unterwegs. Die Busse fuhren in alle österreichischen Nachbarländer außer Schweiz und Liechtenstein sowie nach Kroatien. Vom 14. Juli 2016 bis zum 30. September 2016 wurde ein Einsteigerfixpreis angeboten, bei dem jede Verbindung 15 € kostet und jedes Ticket am Reisetag als ÖBB-Vorteilscard (ohne Railplus) genutzt werden kann. Tickets gibt es in der Hellö-App, auf Hellös Website und beim Busfahrer. In den Bussen gab es Steckdosen, einen Snackautomaten und Platz für zwei Rollstühle. Die Hellö-Flotte bestand aus Mercedes-Benz Tourismo 17 RHD. Am 22. Mai 2017 gaben die ÖBB und Flixbus bekannt, dass das Liniengeschäft ab August 2017 von der Firma Flixbus übernommen wird.[4]

## Nahverkehr

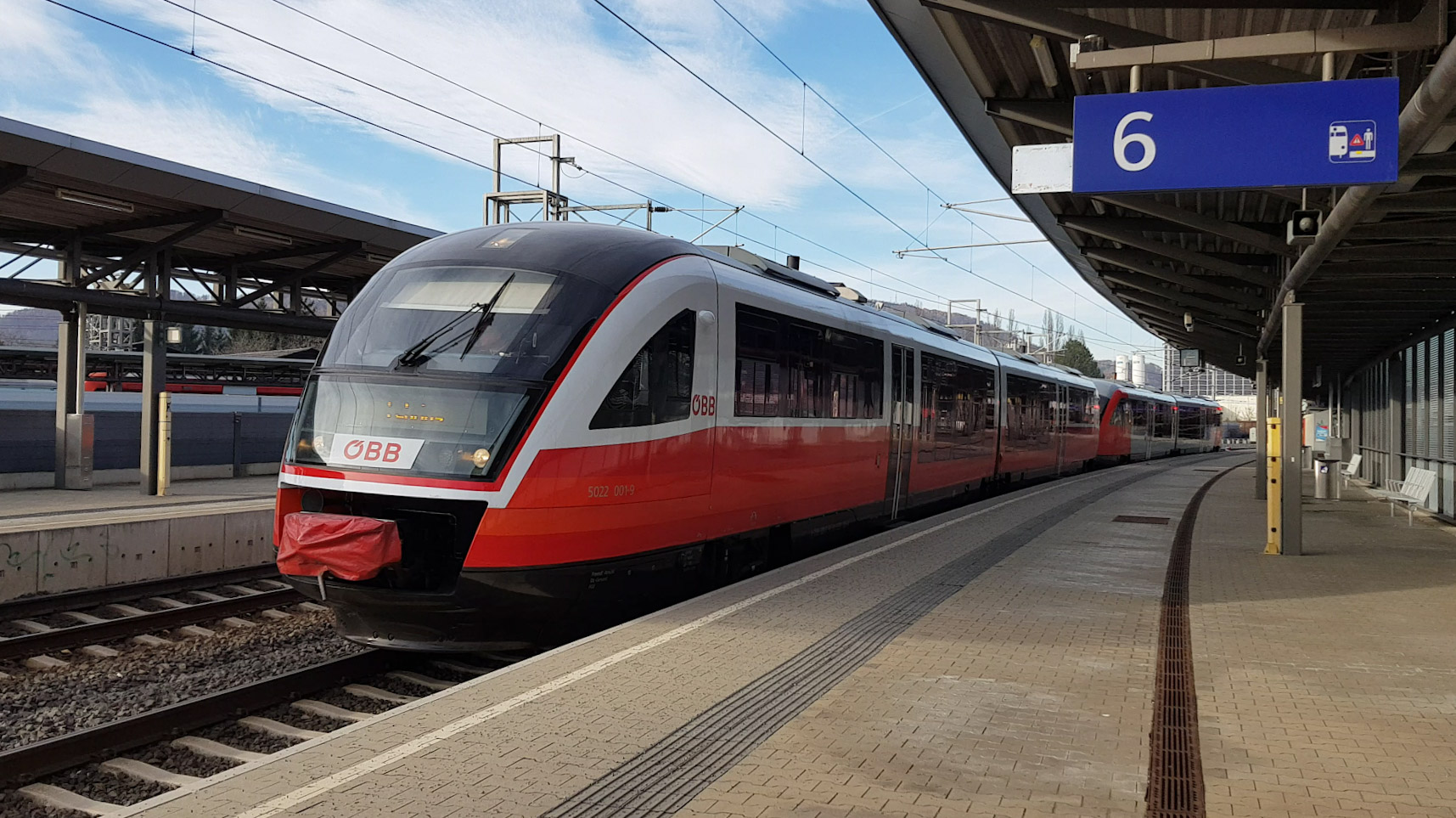
Zwei ÖBB 5022 als RegionalExpress nach Szentgotthárd in Graz Don Bosco (2017)

Im Nahverkehr sind etwa zwei Drittel aller Linien vertaktet, wobei die Taktzeiten auf den Schnellverkehr nicht immer punktgenau, sondern lediglich annähernd festgelegt sind. Die Züge führen ausschließlich 2. Klasse.
Im Nah- und Regionalverkehr der ÖBB-Personenverkehr werden gegenwärtig vier Zuggattungen angeboten:
- Regionalzug, kurz R – Züge, die regelmäßig Bahnhöfe und Haltestellen an einer Bahnstrecke mit höherem Fahrgastaufkommen bedienen.
- RegionalExpress, kurz REX – Steht für beschleunigte Regionalzüge, die nicht an allen Stationen halten.
- Cityjet Xpress, kurz CJX – Steht für Expresszüge, die größere Städte mit Umsteigebahnhöfen und Ortschaften außerhalb der Ballungsräume bedienen.
- S-Bahn, kurz S – Vertaktete Nahverkehrszüge in Ballungsräumen mit Halten an allen Stationen.

Die ÖBB-Personenverkehr bedient alle Linien der S-Bahnen in Wien und Kärnten und jeweils die Mehrheit der Linien der übrigen S-Bahn-Netze in Österreich.

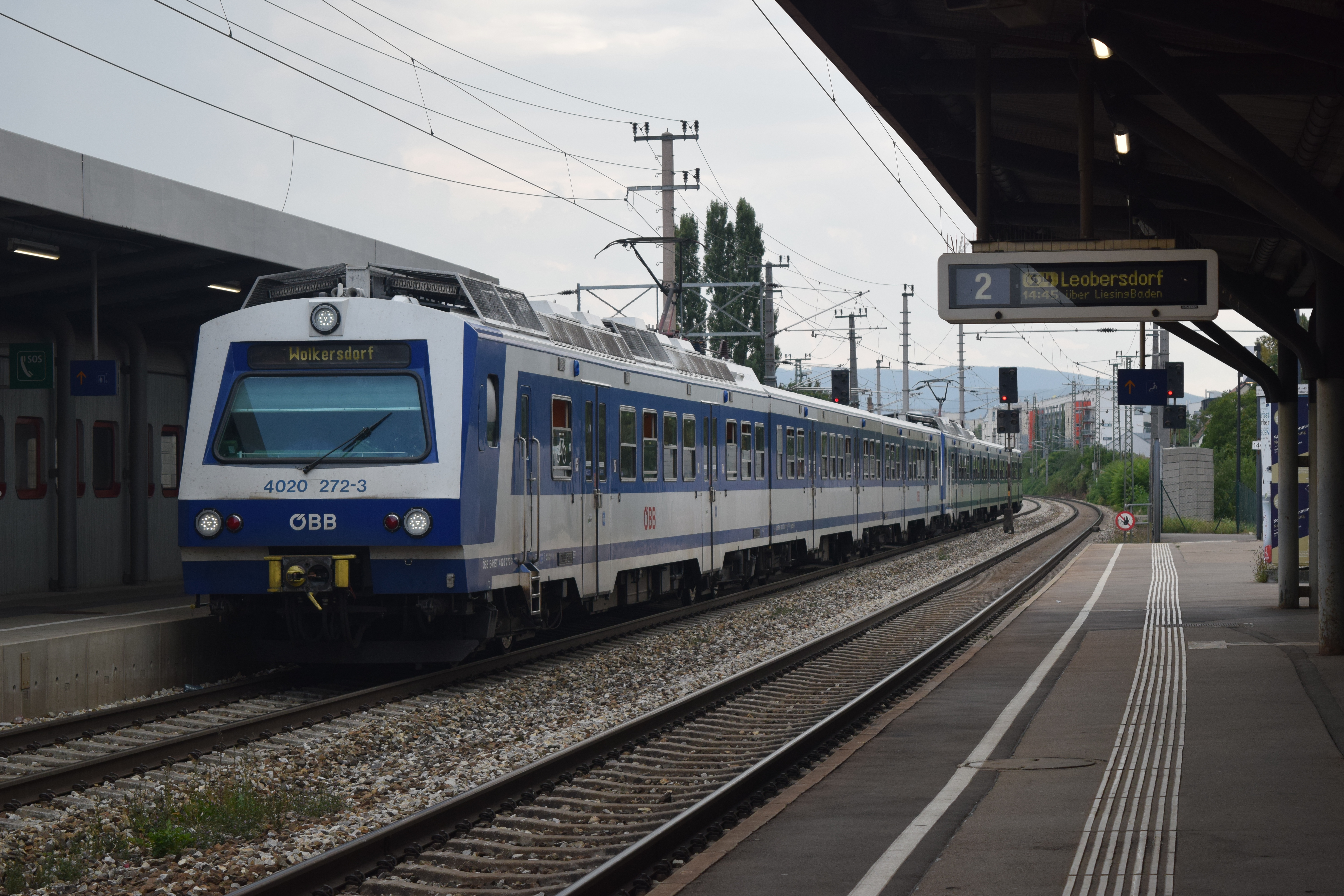
Zug der Linie S2 der Wiener Schnellbahn (S-Bahn) nach Wolkersdorf bestehend aus zwei 4020-Triebzügen in Wien Atzgersdorf (2016).

## City Airport Train
Der City Airport Train (CAT), der die Linie Bahnhof Wien Mitte–Flughafen Wien bedient, wird von einer Gesellschaft geführt, an der die ÖBB-Personenverkehr 49,9 % und die Flughafen Wien AG 50,1 % hält. Der CAT ist im Gegensatz zu den übrigen Zugverbindungen zum Flughafen Wien weder in das allgemeine Tarifsystem der ÖBB noch in die Verkehrsverbünde integriert.

## Postbus
Busverkehr wird vom Tochterunternehmen Österreichische Postbus AG mit ca. 2320 Bussen in ganz Österreich durchgeführt. Der Postbus ist der größte Anbieter von Linienbusdiensten in Österreich, tariflich aber in die Angebote der ÖBB-Personenverkehr nicht eingebunden.

## Tarife
Die Nah- und Fernverkehrszüge der ÖBB-Personenverkehr sind vollständig in die Tarife der Verkehrsverbünde integriert und auch mit dem Klimaticket zu benutzen. Neben den Tickets zu den Tarifen der Verkehrsverbünde bietet die ÖBB-Personenverkehr auch Tickets zu unternehmenseigenen Tarifen an, insbesondere für Fahrten über mehr als ein Verbundgebiet.
Ähnlich wie die Deutsche Bahn und die Schweizerischen Bundesbahnen bieten die ÖBB mit der Vorteilscard und dem Klimaticket Kundenkarten für regelmäßige Fahrgäste an. Für Jugendliche unter 26 gibt es Kooperationen mit regionalen Jugendkarten (OÖ: 4youCard, NÖ: Top Jugend Ticket, Salzburg: S-Pass). Die Vorteilscard für unter 26-Jährige ermöglicht dadurch Zugang zu den entsprechenden Angeboten. Außerdem bieten die ÖBB mit dem Sommerticket eine Netzkarte für alle Züge in Österreich (ausgenommen EuroNight/Nightjet-Züge und Privatbahnen (außer der GySEV)) an. Dafür wird eine Vorteilscard Jugend benötigt.
Die Businesscard kann von Firmen, Vereinen und Institutionen für deren Mitglieder in Anspruch genommen werden (20 % Ermäßigung auf Fahrscheine der ÖBB für einen Zeitraum von drei Jahren, Verlängerung bei Erreichen eines Jahresgesamtumsatzes von 1000 Euro).
Unter der Bezeichnung Sparschiene werden limitierte Sitzplatzkontingente für Ziele im In- und Ausland ab 6 Monaten vor Abfahrt zu vergünstigten Konditionen verkauft (ab 9,90 €). Vorteil für das Unternehmen ist eine tendenziell bessere Vorausplanung und Auslastung, Vorteil für den Kunden eine günstigere Fahrkarte; Nachteil, dass bei Nichtantreten der Reise die Fahrkarte verfällt, im Gegensatz zu einer normalen Bahnfahrkarte, die weitaus länger gültig ist. Die Karten werden online verkauft. Damit eine Fahrtstrecke als Sparschiene verfügbar ist, muss diese länger als 150 km sein und zumindest ein Fernverkehrszug oder ein Intercity-Bus dabei genutzt werden.
Das Handy-Ticket ermöglichte bis Dezember 2014 den Kauf der Fahrkarte per SMS. Die Abrechnung erfolgte bei einigen Mobiltelefonbetreibern über die Telefonrechnung, ansonsten war eine Paybox-Anmeldung zur Nutzung dieses Dienstes erforderlich. Mittlerweile wurde dieses Angebot durch den Ticketkauf in der App ersetzt. Das „Einfach-Raus-Ticket“ richtet sich an kleine Gruppen und Familien. Daneben gibt es Gruppentickets, bei denen, abhängig von der Gruppengröße (1–10 oder mehr Personen), Ermäßigungen von bis zu 30 % auf ÖBB-Fahrscheine gewährt werden.

## Catering
In ausgewählten Verbindungen steht Catering in Form eines Speisewagens oder einem Am-Platz-Service zur Verfügung.
Nach einer zehnjährigen Partnerschaft mit der Firma e-express wurden 2011 die Catering-Leistungen in den Zügen neu ausgeschrieben. Zuvor wurden Vorwürfe laut, die Firma hätte abgelaufene Waren zum Verkauf angeboten und zudem Lohndumping betrieben. Bis zuletzt dementierte das Unternehmen diese Anschuldigungen. Mit 1. April 2012 übernahm Henry am Zug, eine Tochter des österreichischen Unternehmens Do & Co, das gesamte Catering für die ÖBB. Es umfasst neben den Speisewagen auch das Am-Platz-Service in der Ersten und Business-Klasse, wie auch das Trolley-Service in der Zweiten Klasse. Nach einer Umstellungsphase folgten ein neues Speisenangebot sowie Preisreduktionen auf bestimmte Warengruppen. 2015 kündigte Do & Co den Rückzug aus dem Catering der ÖBB an, nachdem es zu Unregelmäßigkeiten bei Arbeitszeiten und dem gescheiterten Kollektivvertrag kam. Seit 1. April 2018 betreibt die österreichische Donhauser GmbH die Cateringdienste in den Zügen der ÖBB mit Am-Platz-Service in Business- und First-Class, Speisewagen sowie mit Trolley Service in der zweiten Klasse. Auch der bis zum Jahr 2011 tätige ÖBB-Caterer e-express gehörte zur Donhauser GmbH. Mit der Umstellung auf den neuen Caterer ist auch über das von der ÖBB betriebene Railnet in den Railjets die Bestellung in der Business und First Class über alle Wlan fähigen Mobilgeräte direkt am Platz möglich. Während der Umstellungsphase kam es zu anfänglichen Problemen, da die Übergabe der Liegenschaften und Geräte von Do&Co auf Don nicht reibungslos ablief.

## Geschichte
Die ÖBB-Personenverkehr AG wurde aufgrund des Bundesbahnstrukturgesetzes 2003 als eigenständiges Eisenbahnverkehrsunternehmen für den Personenverkehr gegründet und ist eine von drei operativen Teilgesellschaften der ÖBB-Holding AG.
Im Jahr 2004 wurde die Österreichische Postbus AG, eines der drei Nachfolgeunternehmen der Post und Telekom Austria, von den ÖBB erworben. In weiterer Folge wurde der zuvor selbständige Bahnbus mit dem Postbus verschmolzen; die Marke Bahnbus wurde zugunsten der Marke „Postbus – Ein Unternehmen der ÖBB“ aufgegeben.
Seit dem 1. September 2007 besteht ein generelles Rauchverbot in allen Zügen der ÖBB. Zuvor galt dieses nur in Zügen des Nahverkehrs. Da – laut ÖBB-Statistik – 90 % der Reservierungen für den Nichtraucherbereich nachgefragt werden, entschieden sich die ÖBB, die Umstellung durchzuführen. Andere Bahnen, wie etwa die Graz-Köflacher Bahn, führten das Rauchverbot in den Zügen schon früher ein. Seit dem Inkrafttreten der Tabakgesetznovelle 2008 gilt in Österreich zusätzlich ein gesetzliches Rauchverbot in allen Räumen öffentlicher Orte, was auch „nicht ortsfeste Einrichtungen des öffentlichen und privaten Bus-, Schienen-, Flug- und Schiffsverkehrs“ umfasst.
Die Bahnreform 2009 schreibt vor, dass die ÖBB-Personenverkehr geeignete Strukturen schaffen muss, die auf die Besonderheiten der Geschäftsbereiche „Nahverkehr“ und „Fernverkehr“ Rücksicht zu nehmen hat. Dies solle Quersubventionierungen zwischen diesen Bereichen verhindern.
2023 waren 494 Millionen Fahrgäste mit den ÖBB unterwegs.
511 Millionen Reisende waren es 2024. Erstmals waren es über eine halbe Milliarde.

## Auslandstöchter
Zur Umsetzung der „Internationalisierungsstrategie der ÖBB im Fokusmarkt Deutschland“ wurde im Juni 2021 die 100-prozentige Tochtergesellschaft der ÖBB-Personenverkehr Allegra Deutschland GmbH („Allegra“) mit Sitz in München gegründet und beim Amtsgericht München registriert. Als Unternehmensgegenstand wurde die Erbringung von Eisenbahntransportleistungen unter anderem als Eisenbahnverkehrsunternehmen angegeben. Die Bayerische Eisenbahngesellschaft beabsichtigte im Dezember 2021, der Allegra den Zuschlag im Los 2 (München – Prag) des Vergabeverfahrens Expressverkehr Ostbayern Übergang zu erteilen. Nach einem Einspruch des Mitbieters Die Länderbahn entschied die zuständige Vergabekammer im Juli 2022, dass sich Allegra nicht im Rahmen der Eignungsleihe auf die Referenzen der Konzernmutter ÖBB stützen kann, und die Allegra wurde vom Vergabeverfahren ausgeschlossen. Anfang 2025 wurde das Unternehmen der Arverio Deutschland übereignet, in Arverio Süd umfirmiert und der Sitz nach Augsburg an den Sitz der Arverio Bayern verlegt.
Zum Einstieg in den deutschen Schienenpersonennahverkehrsmarkt wurde am 12. Oktober 2023 der Kaufvertrag zur Übernahme der Go-Ahead Verkehrsgesellschaft Deutschland von Go-Ahead unterzeichnet. Nach einer Prüfung wettbewerbsrechtlicher Bedenken teilte die Europäische Kommission am 18. Januar 2024 mit, keine Bedenken gegen die Übernahme zu haben. Am 1. Februar 2024 wurde die Übernahme vollzogen und im Juli 2024 das Unternehmen in Arverio Deutschland umbenannt.